# Eder Ceccon
Eder Ceccon (ur. 13 kwietnia 1983) – brazylijski piłkarz występujący na pozycji napastnika.

## Kariera piłkarska
Od 2002 do 2009 roku występował w São Paulo, Vegalta Sendai, Avaí FC, Santos FC, Atlético Sorocaba, Paysandu SC, EC Juventude, Konyaspor, Criciúma i Marcílio Dias.